# Coffea alleizettii
Coffea alleizettii là một loài thực vật có hoa trong họ Thiến thảo. Loài này được Dubard mô tả khoa học đầu tiên năm 1907.